# Papp László (politikus)
Papp László (Csenger, 1972. október 13. –) magyar jogász, a Fidesz képviselője, 2014 óta Debrecen polgármestere.

## Életpályája
1991-ben érettségizett Mátészalkán, az Esze Tamás Gimnáziumban. 1996-ban jogi diplomát szerzett a Miskolci Egyetemen. 18  éves koráig Porcsalmán élt, majd édesanyja szülővárosába, Debrecenbe költöztek. Jelenleg is itt él, nős, két gyermeke van. 1999-ben feleségével közösen önálló ügyvédi irodát hozott létre Debrecenben.
Első alkalommal 1998-ban választották meg önkormányzati képviselőnek: a Vénkert, a Csigekert és a Köntöskert érdekeit képviselte a közgyűlésben. Ezen kívül a Fidesz közgyűlési frakcióvezetője, az Ügyrendi Bizottság elnöke, a tulajdonosi bizottság tagja volt.
A 2010. október 3-i önkormányzati választáson a debreceni 16. számú egyéni választókerület képviselőjévé választották. 2010. október 18-án vállalkozói vagyonért és városstratégiáért felelős alpolgármester lett.
2014-ben választották meg Debrecen polgármesterévé. 2019-ben több mint 61%-os többséggel választották újra.